# Fornham St Genevieve
Fornham St Genevieve är en ort och civil parish i Storbritannien. Den ligger i grevskapet Suffolk och riksdelen England, i den sydöstra delen av landet, 100 km nordost om huvudstaden London. Fornham St Genevieve ligger 36 meter över havet och antalet invånare är 324.
Terrängen runt Fornham St Genevieve är platt. Runt Fornham St Genevieve är det ganska tätbefolkat, med 155 invånare per kvadratkilometer. Närmaste större samhälle är Bury St Edmunds, 3,3 km söder om Fornham St Genevieve. Trakten runt Fornham St Genevieve består till största delen av jordbruksmark.